# Syagrus amara

Syagrus amara

Syagrus amara là loài thực vật có hoa thuộc họ Arecaceae. Loài này được (Jacq.) Mart. miêu tả khoa học đầu tiên năm 1847.